# Аксель Гольмстрем
Аксель Гольмстрем (швед. Axel Holmström; 29 червня 1996, м. Арвідсьяур, Швеція) — шведський хокеїст, центральний нападник. Виступає за ХК «Шеллефтео» у Шведській хокейній лізі.
Вихованець хокейної школи «М/Г Хокей». Виступав за ХК «Шеллефтео».
В чемпіонатах Швеції — 33 матчі (6+8).
У складі молодіжної збірної Швеції учасник чемпіонату світу 2015. У складі юніорської збірної Швеції учасник чемпіонату світу 2014.